# Leo Roininen
Leo Roininen, född 16 juli 1928, död 21 april 2002, var en friidrottare från Kanada. Han deltog vid olympiska sommarspelen 1948.